# Emma Bachem
Emma Bachem geb. Geller (* 26. November 1870 in Aachen; † 25. November 1929 in Königswinter) war eine deutsche Politikerin der Zentrumspartei. 

## Leben
Erzogen wurde sie unter anderem in einem katholischen Mädcheninternat in den Niederlanden. Einen Beruf übte sie nicht aus. Sie war mit Anselm Bachem verheiratet. Sie engagierte sich im katholischen und nichtkatholischen Vereinswesen und war Vorsitzende des Elisabethvereins in Königswinter sowie Vorsitzende des Vaterländischen Frauenvereins sowohl für Königswinter wie für die Rheinprovinz. Eine Verbindung zur katholischen Frauenbewegung bestand bei ihr nicht. Sie war seit 1907 Mitglied der Armenverwaltung in Königswinter. Seit 1919 war sie für die Zentrumspartei Mitglied des Kreistages und von 1922 bis 1929 Mitglied des preußischen Landtages. Sie vertrat den Wahlkreis 20 Köln-Aachen. Dabei profitierte sie von einer in diesem Bereich umgesetzten Quotenregelung für Frauen bei der Aufstellung der Kandidatenliste und rückte 1922 in das Parlament nach.
Emma Bachem wurde auf dem Friedhof Am Palastweiher im Familiengrab beigesetzt.